# Radim Ostrčil
Radim Ostrčil (* 15. ledna 1989, Vsetín) je český hokejový obránce. Momentálně hájí barvy Valašského Meziříčí. V minulosti působil ve Vsetíně, Olomouci a Havlíčkově Brodě.

## Hráčská kariéra
- 2002/2003 HC Vsetín (dor)
- 2003/2004 HC Vsetín (dor)
- 2004/2005 HC Vsetín (dor, jun)
- 2005/2006 HC Vsetín (E)

HC VČE Hradec Králové (1. liga)
HC Vsetín (dor, jun)
- 2006/2007 HC Vsetín (E)

HC Vsetín (dor, jun)
- 2007/2008 Ottawa 67's (OHL)
- 2008/2009 HC Olomouc (1. liga)

HC Olomouc (jun)
- 2009/2010 HC Kometa Brno (E)

SK Horácká Slavia Třebíč (1. liga)
- 2010/2011 HC Kometa Brno (E)
- Celkem v Extralize: 45 zápasů.[1] (stav ke konci sezony 2009/2010)